# Алмейда, Родиней Марсело де
Родине́й Марсе́ло Ко́стас де Алме́йда, более известный как просто Родиней (порт. Rodinei Marcelo Costas de Almeida; 29 января 1992, Татуи, штат Сан-Паулу) — бразильский футболист, правый фланговый защитник «Олимпиакоса».

## Биография
Несмотря на то, что Родиней родился в штате Сан-Паулу, становление в качестве профессионального футболиста у него произошло на юге Бразилии, в штате Санта-Катарина. На юношеском и молодёжном уровне он занимался в разных командах штата, но первый профессиональный контракт он подписал уже занимаясь в академии клуба «Аваи». В 2011—2012 годах он два раза попадал в заявку на матчи взрослой команды, но в основе так и не дебютировал. С 2012 по 2014 год четырежды отдавался в аренду — в «Марсилио Диас» (играл в чемпионате штата Санта-Катарина), «Коринтианс», КРАК (выступал в бразильской Серии C) и «Пенаполенсе» (играл в чемпионате штата Сан-Паулу).
В 2012 году был в аренде в «Коринтиансе», который в том году выиграл Кубок Либертадорес и Клубный чемпионат мира. Однако Родиней был заявлен лишь на чемпионат Бразилии, в котором дебютировал 17 октября 2012 года. В гостевом матче против «Крузейро» Родиней вышел на замену на 87 минуте вместо Вилиана Арана. «Тиман» уступили хозяевам со счётом 0:2.
В 2014 году контракт Родинея с «Аваи» завершился и правый защитник стал игроком «Понте-Преты». В 2015 году стал одним из ключевых игроков своей команды в сезоне. Так, в Серии A (куда команда вышла по итогам сезона 2014) Родиней пропустил лишь три матча из 38. В 2016 году перешёл во «Фламенго». Его контракт с клубом из Рио действует до конца 2022 года.
С «рубро-негрос» в 2017 году выиграл чемпионат штата, а также дошёл до финалов Кубка Бразилии и Южноамериканского кубка. В 2018 году Родиней стал одним из игроков основы «Фламенго», сыграв за сезон в разных турнирах в 51 матче. «Фламенго» при этом стал вице-чемпионом Бразилии. В 2019 году стал играть намного реже, но также помог свой команде завоевать своеобразный «треббл» — выиграть чемпионаты штата Рио-де-Жанейро и Бразилии, а также завоевать Кубок Либертадорес. В последнем турнире Родиней сыграл в двух матчах — на групповом этапе в гостях против «Пеньяроля» (0:0) и в гостевом матче 1/8 финала против «Эмелека».
30 декабря 2019 года было объявлено, что до конца 2020 года Родиней будет на правах аренды выступать за «Интернасьонал». «Интер» получит преимущественное право выкупа прав на футболиста за 4 млн евро по окончании сезона.
11 декабря 2022 года перешёл в состав греческого клуба «Олимпиакос».

## Титулы и достижения
- Чемпион штата Рио-де-Жанейро (2): 2017, 2019
- Чемпион Бразилии (1): 2019
- Вице-чемпион Бразилии (1): 2018, 2020
- Финалист Кубка Бразилии (1): 2017
- Финалист Южноамериканского кубка (1): 2017
- Обладатель Кубка Либертадорес (2): 2019, 2022
- Финалист Кубка Либертадорес (1): 2021
- Победитель Лиги Конференций (1): 2023/24